# Alauismo
Los alauitas (en árabe: علوية‎, Alawīyah) son una rama del islam, basada en las enseñanzas de uno de los discípulos del Imán chií Ali al-Hádi (828-868), Muḥammad ibn Nuṣayr an-Namīrī. Sin embargo, esta rama no fue formalmente establecida hasta la llegada de Ḥusayn ibn Ḥamdān al-Khaṣībī, durante el periodo de la Dinastía hamdánida.
Durante el Mandato francés de Siria se establecieron múltiples territorios basados en identificaciones étnicas y religiosas, incluyendo el Estado Alauita, creado en 1926 y disuelto en 1936, después de ser cedido a la República Siria semiautónoma, bajo las presiones del Bloque Nacional. Con la llegada del Movimiento Correctivo en Siria después del golpe de Estado iniciado por Háfez al-Ásad en 1970, la comunidad alauita, particularmente la familia Ásad, se estableció como la clase gobernante en el país.
Los alauitas conforman la minoría religiosa más importante en Siria. 
En un encuentro reciente en Francia entre el nuevo gobernante de facto de Siria, Ahmed al-Sharaa y el presidente Emmanuel Macron, éste expresó la necesidad de que sean respetados los derechos “de todas las comunidades étnicas y religiosas de Siria”, entre los cuales, se interpretó, están incluidos los drusos y los alauitas, que han sufrido represión de grupos opuestos en la nueva situación política en la Siria posterior al derrocamiento de Assad sucedido en diciembre de 2024. 

## Historia
La religión fue fundada por Ibn Nusayr tras las disputas dentro del chiismo por definir al sucesor del undécimo Imán clamando tener conocimientos secretos. Los alauitas se organizaron en torno a la Dinastía hamdánida en el norte de Siria (947-1008) creada por los seguidores de Nusayr lo que llevó a la conversión de la mayoría de habitantes de las zonas costeras y rurales, especialmente tras las prédicas de Abu Sa'id Maymun al-Tabarani en la ciudad de Latakia entonces bajo dominio bizantino. Los alauitas fueron en inicio masacrados por los Cruzados al considerárseles una secta islámica, pero fueron luego incorporados en el ejército al lado de maronitas y turcopolos cuando se les dejó de considerar musulmanes. El sultán mameluco Baibars del siglo XIV les obligó a construir mezquitas en cada pueblo pero según Ibn Battuta los alauitas las ignoraban y ni entraban ni les daban mantenimiento, en ocasiones usándolas de granero o establo.
Perseguidos durante la administración del Imperio otomano, especialmente durante las masacres del sultán Selim I que buscaban convertirlos a la fuerza al islam suní. Protagonizaron múltiples revueltas anti-otomanas.
Durante el período del Mandato francés de Siria los alauíes enfrentaron a los franceses de manera victoriosa en varias ocasiones, a pesar de esto en general los alauíes favorecían el gobierno francés. Posteriormente los franceses crearían el Estado Alauita con capital en Latakia al igual que crearon un estado libanés y druzo para otras minorías. Los turcos anexarían Hatay con una limpieza étnica que haría que muchos armenios, árabes y alauíes dejaran el territorio por países vecinos y el Estado Alauí recibió muchos refugiados correligionarios.
Tras la independencia de Siria en 1948 el Estado Alauí sería anexado. Tras una serie de golpes de estado y la llegada al poder del Partido Baaz en el que militaban por igual cristianos, sunníes y alauíes la familia Assad, alauí, tomaría el poder del aparato estatal hasta 2024.

#### Alauíes y el establecimiento del Mandato francés
El interés francés en la región del Sham precedía con crecer el establecimiento de los mandatos. Se remontaba a la campaña militar de Napoleón Bonaparte en Egipto (1778-1801), quien identificó la importancia estratégica de la región para controlar y truncar el acceso británico sobre la ruta de la India. El Tratado de Versalles, firmado tras la Primera Guerra Mundial, otorgó a la Sociedad de Naciones la tutela y el establecimiento de un mandato sobre las antiguas provincias otomanas en el Creciente Fértil. El 7 de marzo de 1920, el Congreso Nacional Sirio designó a Fayṣal, hijo del  jerife Ḥusayn Ibn Ali de La Meca, como rey de Siria, aliado de los británicos durante la Revuelta Árabe de 1916 contra el Imperio Otomano. El Consejo también proclamó la independencia de Siria, junto con una ley orgánica que establecía la división de poderes. Este hecho provocó una intervención militar francesa, que derrotó exitosamente el ejército nacionalista dirigido por Yusuf Al-Azma. A partir de este momento, empezó la política francesa del divide y vencerás, comenzando por la división del Líbano de la Siria natural, instaurando el Gran Líbano el 1 de septiembre de 1920. El resto de Siria fue dividido en cinco estados autónomos: el alauí, el druso, Alepo, Damasco y Alejandreta (en 1939 sería cedida a Turquía).
La política francesa de división del territorio sirio se basaba en atomizar administrativamente el territorio, cultivando vínculos con comunidades minoritarias para contrarrestar la oposición de la mayoría suní, que empezaba a instituirse cómo el adalid del nacionalismo sirio. El 28 de junio de 1922 Francia dividió Siria en una federación de estados autónomos con el objetivo de debilitar la mayoría urbana suní, hostil al Mandato francés. El aislamiento de las comunidades alauíes y drusas en dos territorios autónomos, Jabal Ansariyya y Jabal Al-Duruz, precedió el inicio de una serie de revueltas instigadas por líderes tribales de estas mismas zonas: la revuelta del líder tribal alauí Salih Ali en 1921, y la revuelta del líder druso Sultan Al-Atras (1925-1927). Esta última se propagó por el resto del territorio sirio, poniendo en evidencia los límites de la política francesa del "divide y vencerás", y evidenciando el rechazo, cada vez más mayoritario, al mandato francés.

#### La comunidad alauí en Siria
La comunidad alauí de Siria habitaba tradicionalmente la región costera occidental del país. El aislamiento geográfico a lo largo de los siglos le permitió mantenerse étnicamente cohesionada y desarrollar una serie de particularidades que la diferenciaban de otras comunidades de su entorno. Su aislamiento era accidental a la vez que político. La política del gobierno otomano prohibía que una minoría considerada heterodoxa se instalase en ciudades o centros urbanos estratégicos. Esta separación geográfica y la consiguiente disparidad económica entre los alauitas y el resto de Siria, que comenzó ya en el periodo otomano, condujo finalmente al sometimiento y la marginación de los alauitas. La persecución estatal institucionalizada desde el siglo XVI llevó a los alauíes a buscar refugio en las montañas de Jabal Ansariya y sus zonas periféricas. Las comunidades que rodeaban Jabal Ansariya estaban habitadas por suníes, cristianos ortodoxos e ismaelitas. La pobre red de carreteras y la escasa comunicación aisló a los alauitas de sus comunidades vecinas durante siglos. Hasta el colapso del imperio otomano en 1918, la comunidad alauí de Siria se mantuvo aislada geográfica y políticamente. 
En la actualidad, los alauíes constituyen aproximadamente una comunidad de 1,3 millones de individuos, de los cuales cerca de un millón viven en Siria y constituyen alrededor del 12% de la población del país. Tres cuartas partes de los alauitas sirios viven en Latakia, una provincia del noroeste de Siria, donde representan casi dos tercios de la población de la región.
Hasta principios del siglo XX, los alauitas permanecían en cuatro tribus principales en relativo aislamiento en las montañas de la costa del Mediterráneo, en las actuales ciudades de Latakia, Homs y Hama.

#### Divide y vencerás
Cuando los franceses asumieron el mandato de Siria tras el colapso del imperio otomano, el contexto era de conflicto entre comunidades alauíes y suníes, y de creciente sentimiento nacionalista árabe, articulado cada vez más en términos suníes-musulmanes. La justificación francesa para la creación el estado alauita se asentaba sobre dos motivos básicos, la protección de la comunidad alauita de una Siria dominada por los musulmanes suníes nacionalistas y la consiguiente emancipación de la tutela del feudalismo suní. La emancipación alauita iba en contra de las objetivos políticos de los suníes, que se oponían firmemente al dominio francés y estaban comprometidos con la causa nacionalista árabe de una "Gran Siria" independiente.
Francia siguió aplicando una política de "divide y vencerás", dividiendo el territorio sirio según criterios regionales y étnicos. El nacionalismo árabe fue desarrollado principalmente por la comunidad musulmana suní y percibido por los franceses como una amenaza para su autoridad. En última instancia, la fragmentación política también buscaba truncar la formación de una identidad nacional siria.
Los franceses hicieron esfuerzos para equilibrar la representación étnica en distintos cuerpos del estado, colocando a distintas etnias a la cabeza de diferentes ramas institucionales del gobierno. El resultado de esta política fue la representación desigual de determinadas etnias y minorías en diferentes instituciones. En otras palabras, permitió  la sobrerrepresentación de un grupo étnico o religioso en una institución. Los árabes suníes acabaron dominando la política institucional, el cuerpo de oficiales, la gendarmería y la policía, pero estaban poco representados en el ejército.
Los alauíes estaban sobrerrepresentados en el ejército colonial francés, especialmente en las Troupes Spéciales du Levant, que constituyeron la base del ejército sirio tras la independencia. Tal sobrerrepresentación explica en parte el elevado número de oficiales alauíes en el Comité Militar del Partido Baaz Árabe Socialista tras el golpe de Estado de 1963. Cuando Hafez al-Asad llegó al poder en 1971, se asentó la sobrerrepresentación de oficiales alauíes en las oficinas de inteligencia y en unidades militares clave, lo que aceleró la migración de un gran número de alauíes desde Jabal Ansariya hacia Damasco.
Los alauitas formaban aproximadamente la mitad de los ocho batallones de infantería de las Troupes. Los franceses hicieron todo lo posible para mantener a las Troupes inmunes al furor del nacionalismo sirio de las ciudades, utilizando a los alauitas y a otras minorías para reprimir las protestas nacionalistas urbanas. Los alauitas sirvieron a las órdenes de los oficiales franceses junto con las demás minorías "fiables" en las fuerzas locales. Los franceses favorecieron el reclutamiento de minorías rurales porque estaban lejos de la ideología política dominante en las ciudades, esto es, nacionalismo árabe. Estas minorías fueron empleadas en diversas ocasiones para combatir al movimiento nacionalista sirio, que crecía entre las élites urbanas sunníes de Alepo, Damasco y Homs. El porcentajede sunníes disminuyó con el paso de los años en las Troupes, pasando de un 47,1% en 1930 a un 30,7% en 1944, muy lejos del 65% que representaban en el conjunto de la sociedad siria. Por otra parte, los alauíes pasaron en esos mismos años del 19,2% al 22,6%, y los drusos del 6,2% al 8,6%, duplicando y triplicando su presencia respectivamente. Las minorías confesionales (alauíes, drusos e ismailíes) y étnicas (kurdos, armenios y circasianos), no dudaron en aprovechar esta posición de fuerza tras la independencia.
Alauíes y la toma del poder en Siria
Cuando terminó el Mandato francés de Siria, la élite urbana suní heredó el gobierno sirio. Tras la independencia, el principal objetivo del gobierno sirio era reducir, y gradualmente abolir, la representación regional en el parlamento, de la que se habían beneficiado ampliamente las minorías durante el periodo de dominio francés. Así, se emprendieron acciones para abolir ciertos derechos otorgados a alauitas y drusos durante el mandato. Desde Damasco, se integró la región la región de Latakia y se abolió el Estado Alauita. Los alauitas recuperaron la ciudadanía siria común y el experimento del microestado étnico acabó.
El Partido Baaz fue instrumental en el ascenso al poder de los alauitas. La ideología baazista no discriminaba por motivos de religión y concedía a los alauíes un trato igualitario a otras etnias y minorías. Tras la integración de los territorios alauíes, el Partido Baaz tuvo una expansión muy exitosa en la región alauí, proporcionando a la secta una base sólida sobre la cual ampliaría su poder dentro del partido. Muchas minorías se sintieron atraídas por el partido porque defendía un sistema político laico y socialista que prometía liberarlas de la discriminación socioeconómica. La otra institución plataforma que catapultó el poder de los alauíes fue la del Ejército nacional. El Ejército, como el Baaz, era una institución con atractivo y capacidad para la movilidad social de las minorías religiosas y étnicas.
El dominio de una facción militar alauita dentro del Partido Baaz tiene sus raíces en el periodo de unidad egipcio-siria, durante la República Árabe Unida. Los oficiales pro-Baaz destinados en Egipto formaron una organización secreta, conocida como el Comité Militar, en 1959. Los líderes del grupo procedían de minorías religiosas. Salah Jadid, Hafez al-Assad y Muhammad Umran eran alauitas, y Hamad Ubayd druso.
El 8 de marzo de 1963, durante el golpe de Estado promovido por parte de grupo de oficiales, entre los que se encontraba el Comité Militar, se depuso el gobierno de la República. Cinco de los 14 miembros del comité militar baazista eran alauitas. Tras el golpe, los huecos en el ejército resultantes de las purgas de los opositores políticos fueron ocupados por más alauitas. Cuatro meses más tarde, en julio de 1963, la lucha por el poder entre los oficiales suníes del Baaz y los oficiales de la minoría alauí terminó en una sangrienta toma de posesión por parte de los segundos. El control del ejército y de la vida política pasó a estar gobernada por los alauitas, dejando a la mayoría suní en una posición subordinada.

## Creencias

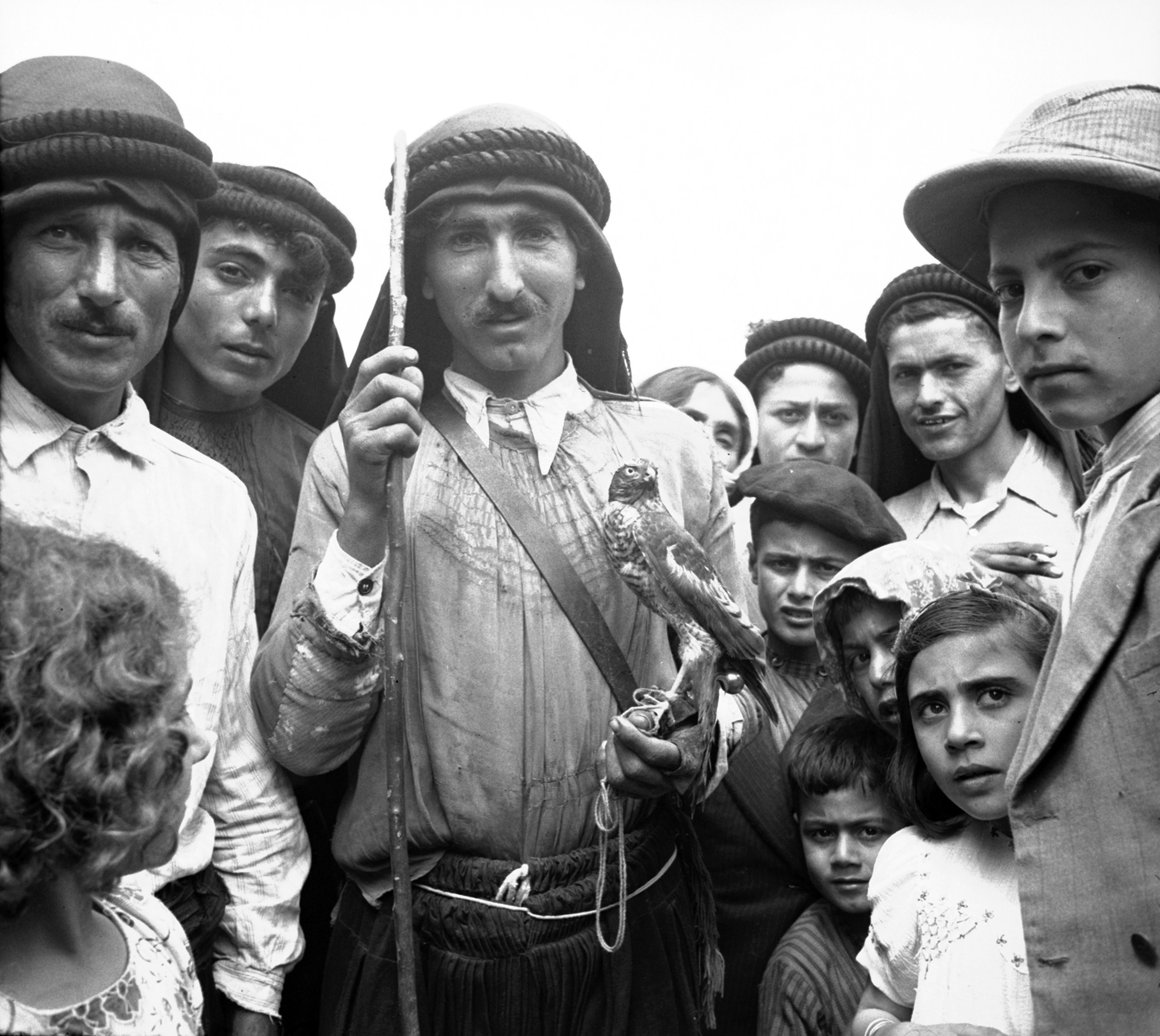
Halconero alauita en una celebración en Siria durante la Segunda Guerra Mundial.

“Alauí” es el término con que los alauíes (también llamados alauitas) se refieren a sí mismos; pero hasta 1920 eran conocidos en el mundo exterior como nusayris, nusairíes o ansaris. El cambio de nombre fue promovido por los franceses y motivado políticamente. El alauismo es considerado por muchos como una rama heterodoxa del islam, vinculada débilmente con el islam chií. Mientras que "nusayri" refiere a Ibn Nusayr y subraya las diferencias del grupo con el islam, "alauí" sugiere que se trata de una rama partidaria de Alí (el yerno del profeta Mahoma) y acentúa las similitudes de la religión con el islam chií. Por ello, en política, los enemigos de los alauíes suelen utilizar el primer término, y los aliados o partidarios, el segundo.
Los alauitas y sus creencias se han descrito como "reservadas" (o herméticas) Yaron Friedman, por ejemplo, en su trabajo académico sobre la secta, ha escrito que el material religioso alauí citado en su libro proviene solo de "bibliotecas públicas y libros impresos" ya que los "escritos sagrados" de los alauitas "se mantienen en secreto"  Las mujeres tienen prohibido realizar estudios religiosos, ya que vienen del diablo y no tienen alma, según las creencias alauitas. Algunos principios de la fe se mantienen en secreto para la mayoría de los alauitas y son conocidos solo por unos pocos escogidos, por lo tanto, han sido descritos como una secta mística. Los alauitas tienden a ocultar sus creencias (taqiyya) debido a la persecución histórica.
Los alauitas se consideran una rama moderada del Chiismo Imaní, aceptando a los doce imanes como sucesores legítimos del profeta Mahoma: Ali, Hasan ibn Ali, Husáin ibn Ali, Ali ibn al-Husáyn, Muhammad al-Baqir, Ya‘far as-Sadiq, Musa ibn Ya'far, Ali ibn Musa, Muhammad al-Yawad, Ali al-Hadi, Hasan al-Askari y Muhammad al Mahdi. El ayatolá Ruhollah Jomeini y el sayyid Musa Sadr reconocieron a los alauitas como musulmanes y chiíes. A pesar de ello, el estatus de la comunidad Alauita como musulmanes se mantiene como una controversia y ha sido cuestionada por varios miembros del clero islámico, particularmente dentro de la denominación suní, el cual los consideran Ghulat o chiíes extremistas.
Ibn Nusayr y sus seguidores son considerados los fundadores de esta rama. Después de la muerte del Undécimo Imán, al-Askari, surgieron problemas en la comunidad chiita con respecto a su sucesión, y luego Ibn Nusayr afirmó ser el Báb y el Ism del Imam difunto y que recibió sus enseñanzas secretas. Ibn Nusayr y su desarrollo de seguidores parece ser una de muchas otras sectas islámicas místicas tempranas de Ghulat, y aparentemente fueron excomunicados por los representantes chiíes del 12 ° Imam Oculto. La rama Alawi más tarde fue organizada durante la dinastía Hamdanida por un seguidor de Muhammad Ibn Nusayr conocido como Al-Khaṣībī, quien murió en Alepo alrededor del 969 d. C., después de una rivalidad con la secta Ishaqiyya, que también afirmó tener la doctrina de Ibn Nusayr. n 1032 el nieto y discípulo de Al-Khaṣībī, al-Tabarani, se mudó a Latakia (entonces controlado por el Imperio Bizantino). Al-Tabarani influyó en la fe alauita a través de sus escritos y mediante la conversión de la población rural de la cordillera de la costa siria.
Las doctrinas alauitas datan del siglo IX y derivan de la rama duodecimana del islam chií. En el año 859, Ibn Nusayr se autoproclamó Báb ("puerta de la verdad"), figura clave de la teología chií. Ibn Nusayr proclamó una serie de nuevas doctrinas que convirtieron al alauismo en una doctrina independiente y diferenciada del chiismo. Algunos elementos del alauismo parecen derivar del paganismo fenicio, el mazdakismo y el maniqueísmo. No obstante, existe una suerte de consenso sobre el hecho de que la mayoría de sus desviaciones del islam canónico las adoptó del cristianismo. Por ejemplo, en las ceremonias religiosas alauitas, el pan y el vino tienen un rol divino, en la medida que el vino representa a Dios. La religión considera que Alí, el cuarto califa, es la encarnación (similar a Jesús) de la divinidad. Como el cristianismo, tiene una trinidad sagrada, formada por Mahoma, Alí y Salman al-Farisi, un esclavo liberado de Mahoma. En la dimensión de las celebraciones y ceremonias también se acercan mucho al cristianismo. Los alauitas celebran la Navidad, el Año Nuevo el 1 de enero, la Epifanía, la Pascua, Pentecostés y el Domingo de Ramos. Honran a muchos santos cristianos: Santa Catalina, Santa Bárbara, San Jorge, San Juan Bautista, San Juan Crisóstomo y Santa María Magdalena. En el día a día, los equivalentes árabes de nombres personales cristianos como Gabriel, Juan, Mateo, Catalina y Elena son de uso común.
Otra característica del alauismo es el secretismo religioso. Las intimidades de la fe alauita están ocultos no sólo para los forasteros, sino también para la mayoría de los miembros de la secta. A diferencia del Islam canónico, el alauismo sólo permite que los varones nacidos de dos padres alauitas aprendan las doctrinas religiosas. Cuando se les considera dignos de confianza, se les inicia en algunos de los ritos entre los 16 y los 20 años; otros misterios se revelan más tarde y sólo gradualmente. El secretismo religioso se mantiene estrictamente, bajo pena de muerte y de encarnación en un animal vil. El apóstata más renombrado del alauismo, Sulayman Efendi al-Adhani, fue asesinado por divulgar los misterios de la secta. Las costumbres alauitas más presentes en el día a día, como el hecho de que las mujeres no lleven velo, la autorización de beber vino y la celebración de algunas ceremonias por la noche, han despertado siempre recelo entre el resto de los musulmanes. Históricamente, obsesivo secretismo religioso inherente contribuyó a acrecentar la brecha entre musulmanes y alauíes. Intentando encontrar el sentido a tal secretismo, muchos han especulado que es debido a prácticas perversas sexuales, como la sodomía masculina o la celebración de matrimonios incestuosos. Los alauíes rechazan la ley sagrada del Islam, la Shari'a, y por ello pueden celebrar todo tipo de actividades que la doctrina islámica prohíbe estrictamente. Los alauíes tampoco siguen las restricciones dietéticas islámicas. Prestan poca atención a las ceremonias de ayuno, limosna y peregrinación del Islam; de hecho, consideran la peregrinación a La Meca una forma de adoración de ídolos.
Otra de las diferencias más sorprendentes es que los alauitas no tienen oraciones ni lugares de culto como tal. Los rezos normalmente se hacen en casas privadas. El viajero y explorador del siglo XIV, Ibn Battuta, describió cómo los alauíes respondieron a un decreto gubernamental que ordenaba la construcción de mezquitas. El resultado, fue que cada pueblo construyó una mezquita lejos de sus casas, en la que los aldeanos no entraron ni mantuvieron. En algunas, incluso se almacenó ganado y asnos. Cinco siglos más tarde se hizo otro intento fracasado de obligar a los alauíes a construir mezquitas, esta vez por parte de las autoridades otomanas. Cómo las primeras, éstas quedaron desiertas y se acabaron utilizando como graneros.

### Teología
Desde sus principios los alauitas han sido descritos como secta mística y sincrética, al combinar varias tendencias y dogmas ajenos al islam, incluyendo doctrinas neoplatónicas, gnósticas, y cristianas.
Yaron Friedman y muchos investigadores de la doctrina alauita escriben que el fundador de la religión, Ibn Nusayr, no necesariamente creía que era representante de un grupo escindido y rebelde de los chiitas, sino que creía tener la verdadera doctrina de los chiíes, y la mayoría de los aspectos que son similares al cristianismo se consideran más una coincidencia y no una influencia directa de este, así como otras doctrinas externas que fueron realmente populares entre los grupos esotéricos chiíes en Basora en el siglo VIII. Según Friedman y otros estudiosos, el movimiento Alaui comenzó como muchas otras sectas ghulat místicas con una concentración explícita en el significado alegórico y esotérico del Corán y otras prácticas místicas, y no como una secta puramente sincrética, pero luego adoptaron algunas otras prácticas ya que creían que todas las religiones tenían el mismo núcleo de ''Batin''.
La teología alauita se fundamenta en una trinidad, compuesta por las tres emanaciones del único dios (Alá): la Esencia (maʿnā), el Nombre (ism) y la Puerta (bāb). Estas emanaciones o principios han reencarnado en diferentes figuras a lo largo de la historia, siendo Ali el más reciente, ya que es deificado como la manifestación de la Esencia, mientras que Mahoma toma el rol del Nombre, y Salmán el Persa como la Puerta, esto es representado en el dicho: "Me dirijo hacia la Puerta, me arrodillo ante al Nombre y adoro el Significado". Este dicho está conectado con la doctrina sobre los representantes Imam oculto que era popular en los tiempos de Ibn Nusayr entre las minorías chiíes, en el cual el Imam era la luz divina, su iniciado, que era la puerta, y su representante, que era el velo. Otras emanaciones en el pasado considerados divinos por los alauitas son Abel y Adán, Set y Noé, José y Jacob, Josué y Moisés, Asif y Salomón, Pedro y Jesús y Alí y Mahoma. En todos los casos el primero mencionado es visto como la esencia y el segundo como la puerta siendo la esencia más importante (Josué, Pedro, Alí), lo que los diferencia de la mayoría de religiones que suelen ver al personaje identificado por los alauitas como puerta como el más importante (Moisés, Jesús, Mahoma por ejemplo). La razón de esto responde a la teología esotérica alauí que declara que la función de la puerta es ser el emisario público que proteja a la esencia y por tanto a menudo se les confunde como el principal.
Sus principios del islam los cuales son cinco:
1. . La unicidad de Dios.
2. . La Justicia Divina.
3. . La Profecía.
4. . El imamato.
5. . La creencia en el más allá.

Sus Pilares del Islam son cinco:
1. . Testimonio de fe.
2. . Realizar las cinco oraciones diarias.
3. . Pago del Zakat ( Diezmo ).
4. . El Ayuno en el mes de Ramadan.
5. . La Peregrinación a La Meca.

#### Reencarnación
Los alauitas sostienen que originalmente eran estrellas o luces divinas que fueron arrojadas del cielo por la desobediencia y deben sufrir repetidas reencarnaciones (o metempsicosis) antes de regresar al cielo. Pueden reencarnarse en cristianos u otros si pecan y en animales si se vuelven infieles. Además, según el Centro Begin-Sadat de Estudios Estratégicos israelí, creen que Dios podría haber encarnado dos veces: la primera encarnación fue Josué, quien conquistó Canaán, y la segunda fue el cuarto califa, Ali.

#### Otras creencias
Otras creencias y prácticas incluyen: la consagración del vino en una forma secreta de Misa realizada solo por hombres; recibir frecuentemente nombres cristianos; sepultar a los muertos en sarcófagos sobre el suelo; celebrar las fiestas de la Epifanía y Navidad y los días festivos de Juan Crisóstomo y María Magdalena; los únicos templos o edificios religiosos que tienen son los santuarios de las tumbas; el libro Kitab al Majmu, que se supone es una fuente central de la doctrina alauita, donde tienen su propia trinidad, que incluye a Mahoma, Ali y Salmán el Persa.
Además, celebran diferentes festividades como el Año nuevo viejo, Akitu, Eid al-Ghadir, Mid-Sha'ban y Eid il-Burbara. También creen en la intercesión de ciertos santos legendarios como Al-Khidr (San Jorge) y Simeón el Estilita.

### Divisiones
Los alauíes se dividen en tres grupos:
- Qamaríes, que son la mayoría de los alauíes actualmente y consideran a Alí el profeta superior.
- Shamsíes, quienes consideran que Mahoma era superior o igual a Alí.
- Murshidíes, que siguen a Solimán al Murshid, caudillo alauí del siglo XX quien organizó una revuelta militar anti-otomana y que consideran un profeta o divino en naturaleza.

## Relación con el islam
Se debate entre distintos círculos académicos así como tanto entre los propios alauíes como entre los musulmanes si deben ser considerados musulmanes (aunque una rama muy heterodoxa) o una religión separada. Algunos como el Gran Muftí de Jerusalén Haj Amin al-Husseini los declaró parte de la comunidad musulmana. Pero otros como Ibn Kathir los consideran kafir (infieles) o shirk (politeístas).
Dentro del propio alauísmo han existido históricamente dos tendencias, una que busca islamizarse lo más posible y mimetizarse con la sociedad musulmana para evitar persecución, por ejemplo absteniéndose de beber alcohol aunque el alauísmo no lo prohíbe, mientras otras por el contrario abogan por diferenciarse como el grupo separado que son.
Con la firma del Tratado de Independencia franco-sirio en 1936, el Estado Alauita y el estado druso se reintegraron a la República siria. En febrero de ese mismo año, se celebró en Tartus una reunión entre los líderes de la secta alauí para contrastar el apoyo de la comunidad a la causa nacionalista. El resultado de la reunión fue favorable a la unión. Para asegurar la integración social, se llevó a cabo una serie de reuniones entre los líderes religiosos alauitas y diversos líderes del resto de la comunidad musulmana siria. El resultado de estas reuniones fue el pronunciamiento y la aceptación de los alauíes como musulmanes por parte del resto de la comunidad musulmana siria y levantina. El muftí de Palestina, al-Hajj Amin al-Husayni, un erudito suní, emitió una fatwa en la que afirmó que los alauíes eran y debían ser aceptados como musulmanes. Por la parte alauí, el erudito Abd al-Rahman al-Khayr dedicó su vida a elaborar argumentos religiosos que alejaban a los alauíes de su pasado heterodoxo, acercándolos al Islam chií más canónico.
La llegada al poder de Hafez al-Asad significó avances para la aceptación de la secta alaúi por parte del resto de la comunidad musulmana siria. Al-Asad suavizó el tono antiislámico de sus predecesores, rezó en mezquitas e incluso peregrinó a La Meca. Bajo su mandato, el alauismo se afianzó como una rama más del islam chií. En 1973, se produjo en Siria un debate muy intenso sobre la relación entre el Islam y el estado sirio cuando se excluyó del proyecto de constitución una cláusula que estipulaba que el islam era la religión del estado. La mediación de Asad acabó con la inclusión de una enmienda que prescribía que la religión del presidente de la república debía de ser el Islam. Las credenciales islámicas de la secta alauí fueron acreditadas posteriormente por el influyente clérigo iraní Musa as-Sadr afincado en Líbano, que declaró a los alauíes como musulmanes chiíes.

## Localización geográfica
Los alauitas se localizan en gran número en Siria, donde constituyen el 17,2% de la población, y donde gozaban del respaldo del gobierno debido a que el anterior presidente Bashar Al Assad es musulmán alauita. También existen comunidades menores en Líbano, Turquía, Irak, los Territorios Palestinos, Australia, Argentina, Venezuela, Brasil y Bulgaria.
En Argentina se localiza una comunidad bastante importante en Buenos Aires y Tucumán, donde forman parte de la fuerte colectividad argentino-árabe del país. Actualmente se organizan en 5 entidades:
1. Pan Alauita Islámica (Ciudad Autónoma de Buenos Aires).
2. Unión Alauita de Beneficencia (Ciudad Autónoma de Buenos Aires).
3. Asociación Islámica Alauita de Beneficencia (José Ingenieros - Provincia de Buenos Aires).
4. Asociación Islámica Alauita de la Angelita (Provincia de Buenos Aires).
5. Asociación Panislámica de Tucumán (San Miguel de Tucumán).

En la provincia de Tucumán los jóvenes están representados a través de la Juventud Alauita de Tucumán o por sus siglas J.A.

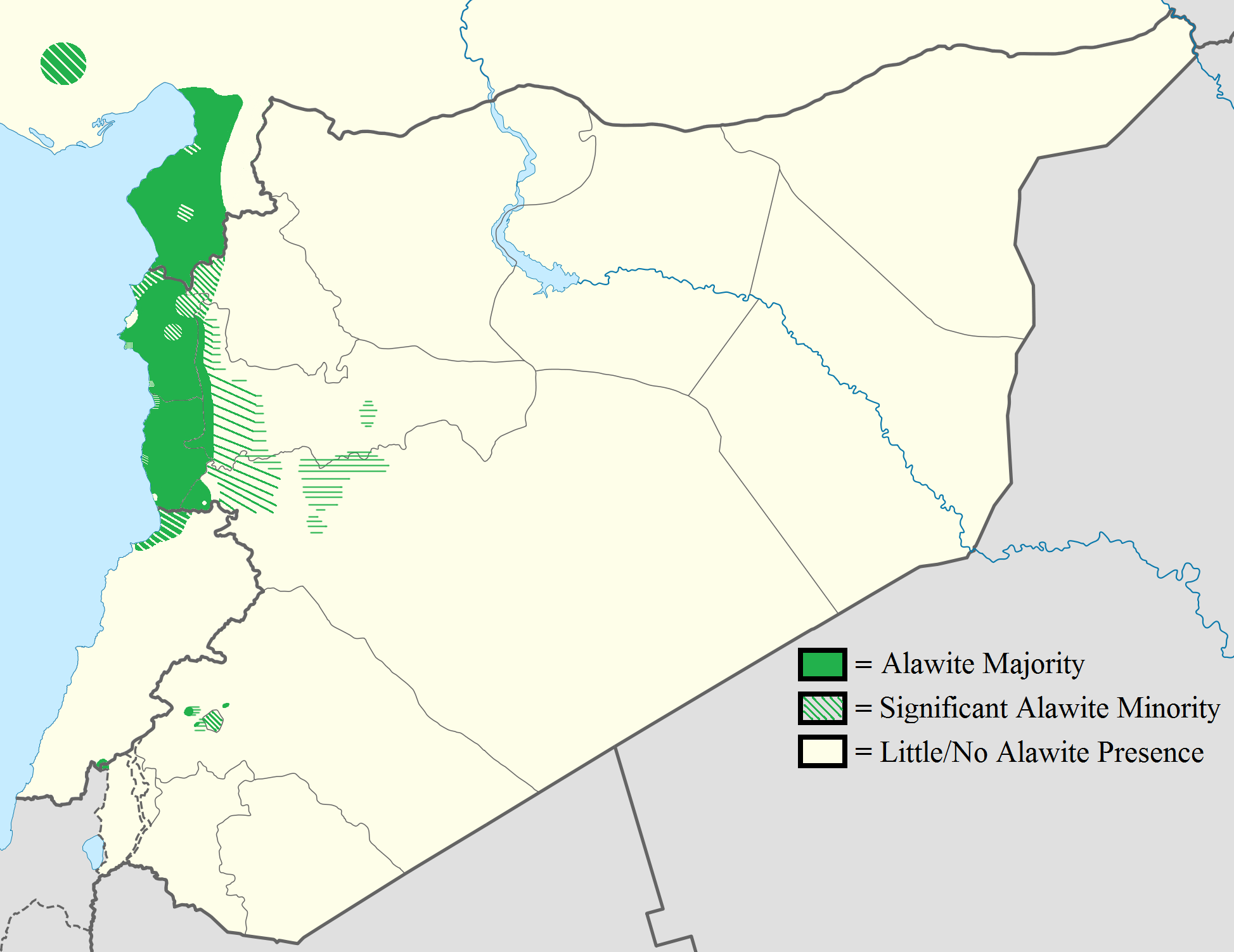
Distribución geográfica de los alauitas en Siria.

## Aspectos políticos
En la República Árabe Siria se concentran en su gran mayoría dentro del Partido Baaz Árabe Socialista, ocupando los estamentos más importantes y estratégicos del gobierno; de hecho, el anterior presidente Bashar Al Assad es de origen alauita. Son también grandes partidarios del movimiento de resistencia libanés Hezbolá y de su actual líder Hassan Nasrallah, a quien honran abiertamente por las calles sirias con grandes carteles e insignias alusivas a este líder.
En Líbano integran mayoritariamente el partido político Hezbolá y en menor medida el Partido Árabe Democrático, en ambos casos con representación parlamentaria.
En diciembre de 2024 Bashar Al Assad fue derrocado por un nuevo gobierno de facto, tomando el poder Mohammed al-Bashir afines a la rama extremista del islam. Ya son miles los civiles alauitas asesinados. Y millares que escapan a países limítrofes y al amparo ruso, que sigue teniendo intereses en el país. Europa aún no se ha pronunciado al respecto sobre los asesinatos de esta minoría. 